# BDG Import
BDG Import este o companie din România, înființată în 1996, care are ca obiect de activitate importul și distribuția de produse alcoolice. Din portofoliul BDG Import fac parte mărcile: Jack Daniel’s, Finlandia, Remy Martin, Cointreau, Louis XIII, Metaxa, Evian, Jagermeister, Corona Extra, Budweiser Budvar, Southern Comfort, Cutty Sark, Herradura, Laurent Perrier, Baron Philippe De Rothschild, Passoa și Borges.
Cifra de afaceri:
- 2023: 73,5 milioane euro[1]
- 2008: 30,5 milioane euro[2]
- 2007: 19 milioane euro[3]
- 2006: 12,1 milioane euro[3]